# Carlo Michelstaedter
Carlo Michelstaedter (Gorizia, 3 de junho de 1887 – 17 de outubro de 1910) foi um desenhista, poeta e filósofo italiano.
Nasceu em Gorizia, cidade hoje situada na fronteira italo-eslovena que, na época, pertencia ao Império Austro-Húngaro. Assim, embora fosse um súdito austríaco, Michelstaedter tinha, segundo os critérios do império, a nacionalidade italiana, e era judeu. Essas diferentes tradições contribuíram para formar uma personalidade complexa que afinal não se identificava com nenhuma delas.
Dos quatro filhos de Alberto Michelstaedter e Emma Luzzatto, Carlo é o mais novo. Teve uma infância feliz, dentro de uma família abastada. Seu pai, um burguês médio, diretor da filial de Gorizia de uma agência de seguros triestina, descendia de uma família originária de Michelstadt, perto de Darmstadt, Hesse, na Alemanha, e instalada em Gorizia desde o século XVIII. Autodidata apreciado nos círculos cultos, Alberto é um bibliófilo dotado de excelente memória. Pessoa afetuosa, é muito ligado aos filhos. agnóstico, irredentista, é o representante típico da burguesia judaica esclarecida, próspera e totalmente integrada. Em casa, lê-se Pirandello, Dante e D’Annunzio.
Emma vem de uma família estabelecida depois de longa data no Friuli-Venezia Giulia. Menos extrovertida, parece nutrir por Carlo uma relação apaixonada e instável, reprovando injustamente sua ingratidão, apesar da volumosa correspondência que o filho mantém com ela. Esta relação difícil foi determinante no destino de Michelstaedter.
Carlo realiza seus estudos secundários no Staatsgymnasium de Gorizia, onde se ensina em alemão. Lá ele conhece Enrico Mreule e Giovanni (Nino) Paternolli, que serão os dois protagonistas do Diálogo da saúde. Após concluir os estudos secundários em 1905, ele se isncreve na Faculdade de Matemáticas de Viena, mas logo obtém de seu pai a permissão de viajar para Toscana – uma viagem de interesse artístico. De fato ele se fixa em Florença, onde se inscreve na Faculdade de Letras (Istituto di Studi Superiori).
A temporada em Florença propicia outros encontros: torna-se amigo de Gaetano Chiavacci e de  Vladimir Arangio-Ruiz, que serão seus primeiros editores. Mergulha na intensa vida cultural de Florença, o que é atestado por numerosas cartas que escreve a sua família e a seus amigos. Descobre o teatro de Ibsen e de Tolstoi. Com seus amigos, funda uma efêmera revista, Gaudeamus igitur, na qual desenha caricaturas. Em contrapartida, a universidade parece lhe inspirar certa aversão. O sólido hegelianismo que ali predomina constituirá para ele o modelo do saber retórico.
Em 5 de outubro de 1910, Michelstaedter envia a  Florença o seu relatório, sem os "Apêndices críticos", que ele terminará em 16 de outubro. No frontispício da tese, havia desenhado uma "fiorentina", uma lamparina a óleo, e acrescentado em grego: apesbésthen ("eu me apaguei").
Em 17 de outubro, depois de uma discussão com a mãe, que o acusava mais uma vez de ingratidão, embora ele tivesse apenas concluído um retrato dela, Carlo Michelstaedter mete uma bala na cabeça. Morre aos 23 anos.
Foi sepultado no cemitério judeu de Rožna dolina, atualmente situado na comuna eslovena de Nova Gorica, a poucas centenas de metros da fronteira italiana.
Amigos e parentes publicaram suas obras e reuniram os seus escritos na Biblioteca Cívica de Gorizia.

## Filiação filosófica

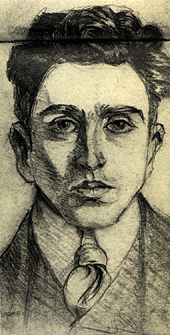
Auto-retrato.

Para situar Michelstaedter, é preciso falar mais em termos de "família" ou mesmo de postura do que de escola ou corrente filosófica. De fato, é exatamente o fato de  alguns filósofos terem no centro do seu  pensamento a rejeição a toda historicidade e pertinência que nos faz tentar extrair seu contexto em termos filosóficos e não históricos.
Michelstaedter é de fato o que se convenciona chamar um pensador não atual. Ao meter uma bala na cabeça,  no momento em que havia terminado sua obra, Michelstaedter selou essa postura: o livro de um suicida é sempre, de qualquer modo, não atual pois ele será de alguém a quem o ato de escrever conduziu a fazer cessar o curso do tempo.
O horizonte de  Michelstaedter  é ético, não moral. É apenas a razão que se encontra no princípio da boa vida; não há neste pensamento nenhum messianismo. Esta exigência ética, porque coloca a razão no seu centro, pode tornar problemática a classificação de Michelstaedter entre os existencialistas, embora se trate de uma filosofia da existência.
Segundo Licia Semeraro, sua obra A persuasão e a retórica "pode ser considerada como uma meditação sobre as possibilidades existenciais do homem", isto é, como um existencialismo que não pensa a existência em termos de liberdade, mas de possibilidades, portanto um existencialismo fundamentalmente niilista, "uma fenomenologia de limites e negações."
"O caminho da persuasão não é um itinerário de omnibus, não tem sinais, indicações que se possam comunicar, estudar, repetir. Mas cada um tem em si a necessidade de encontrá-lo e na própria dor, a indicação; cada um deve novamente abrir, por si, o caminho, pois cada um de nós está só e não pode esperar ajuda senão de si mesmo; o caminho da persuasão tem apenas uma indicação: não te adapta ao mínimo necessário que te é dado."